# Leptogaster occidentalis
Leptogaster occidentalis är en tvåvingeart som beskrevs av White 1914. Leptogaster occidentalis ingår i släktet Leptogaster och familjen rovflugor. Inga underarter finns listade i Catalogue of Life.